# Luigi Malice
Luigi Malice (1937- ) es un pintor y escultor italiano.
Uno de los principales exponentes del informalismo en Italia, está considerado como uno de los más destacados artistas italianos del siglo XX.

## Biografía
Nacido en Napoli en 1937, se formó en esta ciudad a finales de los años cincuenta, hizo su debut en la tradición de la pintura figurativa, en parte, en deuda con la lección de la actual "Novecento" (ver "Casa mia", 1959), no es ajeno a la experimentación icónica "fauves" post-Picasso y Cézanne (ver "Grande bagnante Giulia", 1958). En este período fue la gran influencia de pintores como Striccoli, Chiancone, Brancaccio, y sobre todo Emilio Notte. 
Desde principios de los años 60 se acerca a la pintura informal ("Informalismo materico") observando con interés el resultado de la creatividad de Domenico Spinosa .
Desde 1968, los cambios de su ámbito de aplicación de la pitturat unidimensional. Los efectos causados por la sombra en los marcos de madera cubierto de tela de volcado, son la base de la experiencia que se llama Top Art. 
La "Top Art" de Malice, que es el resultado de una reflexión personal sobre la "fotocineticovisuale" investigación europea contemporánea, primero miró a los "shaped canvases" (literalmente, "en forma de lienzos") de Enrico Castellani y Agostino Bonalumi  y el otro a creaciones Pino Pascali (ver "Dinosauro", el "Pellícano"). En el "estroflessione" de Malice, de hecho, parece que la contaminación y la síntesis de las formas primarias (círculos, ondas sinusoidales, etc.) y las siluetas, sobre todo antropomórfica (ver, por ejemplo. "Eco" [1973] o "Mummia" [1976]), dando lugar al estilo distintivo que lo acompañó durante casi veinte años, a partir del 68 (el año de la exposición personal en el Coliseum di New York ) a mediados de los años ochenta. 
Después de este importante capítulo en la artista regresó a la pintura, iniciando así la temporada de los "neo-informalismo".
Actualmente el artista expone su obra en el pabellón italiano de la 54a edición de la Bienal de Venecia .

## Obra en museos
- MAGI '900 (Pieve di Cento) Bolonia
- CASORIA CONTEMPORARY ART MUSEUM Nápoles
- Museo dell' '800 e del '900 di Rende Italia
- Museo d'Arte Moderna di Turania Italia
- Museo d’Arte Moderna del Comune di Crotone Italia
- Museo d'Arte di Moderna di Paternò Italia
- Museo Civico di Ponza Italia